# Uloborus strandi
Uloborus strandi là một loài nhện trong họ Uloboridae.
Loài này thuộc chi Uloborus. Uloborus strandi được Lodovico di Caporiacco miêu tả năm 1940.